# Sobolevův prostor
Sobolevův prostor je v matematice normovaný vektorový prostor funkcí s normou, která je kombinací Lp-normy funkce a jejích derivací.

## Sobolevovy prostory s celočíselnou derivací

### Definice
Sobolevův prostor Wk,p(Ω) je množina všech funkcí u ∈ Lp(Ω) tak, že pro každý multi-index α s |α| ≤ k leží slabá parciální derivace {\displaystyle D^{\alpha }u} v Lp(Ω), tj.
{\displaystyle W^{k,p}(\Omega )=\{u\in L^{p}(\Omega ):D^{\alpha }u\in L^{p}(\Omega )\,\,\forall |\alpha |\leq k\},}
kde Ω je otevřena množina v Rn a 1 ≤ p ≤ +∞. Přirozené číslo k se nazývá řád Sobolevova prostoru Wk,p(Ω).
Existuje mnoho možností jak na prostoru Wk,p(Ω) definovat normu, tedy, jak z něj vytvořit Banachův prostor. Následující dvě definice zavádějí dvě různé, ovšem navzájem ekvivalentní normy:
{\displaystyle \|u\|_{W^{k,p}(\Omega )}:={\begin{cases}\left(\sum _{|\alpha |\leq k}\|D^{\alpha }u\|_{L^{p}(\Omega )}^{p}\right)^{1/p},&1\leq p<+\infty ;\\\sum _{|\alpha |\leq k}\|D^{\alpha }u\|_{L^{\infty }(\Omega )},&p=+\infty ;\end{cases}}}
a
{\displaystyle \|u\|'_{W^{k,p}(\Omega )}:={\begin{cases}\sum _{|\alpha |\leq k}\|D^{\alpha }u\|_{L^{p}(\Omega )},&1\leq p<+\infty ;\\\sum _{|\alpha |\leq k}\|D^{\alpha }u\|_{L^{\infty }(\Omega )},&p=+\infty .\end{cases}}}
Pro p < +∞ je Banachův prostor Wk,p(Ω) s takto zavedenými normami dokonce separabilní.
Na prostoru Wk,2(Ω) vybaveném normou {\displaystyle \|\cdot \|_{W^{k,2}(\Omega )}}lze navíc zavést skalární součin, který tuto normu indukuje, čímž se z něj stane Hilbertův prostor. Tento prostor se pak místo Wk,2(Ω) značí Hk(Ω).

## Sobolevovy prostory s neceločíselnou derivací

### Besselovy potenciální prostory
Pokud 1 < p < ∞, Besselův prostor Hs,p(Rn) je dobře definován pro každé reálné číslo s předpisem
{\displaystyle H^{s,p}(\mathbb {R} ^{n}):=\{f\in L^{p}(\mathbb {R} ^{n}):{\mathcal {F}}^{-1}(1+|\xi |^{2})^{\frac {s}{2}}{\mathcal {F}}f\in L^{p}(\mathbb {R} )^{n}\}}
s normou
{\displaystyle \|f\|_{H^{s,p}(\mathbb {R} ^{n})}:=\|{\mathcal {F}}^{-1}(1+|\xi |^{2})^{\frac {s}{2}}{\mathcal {F}}f\|_{L^{p}(\mathbb {R} ^{n})}}.
Besselovy potenciální prostory jsou Banachovými prostory a v speciálním případě p = 2 dokonce Hilbertovými prostory. Pojem Besselova prostoru je zobecnění pojmu Sobolevova prostoru v tom smyslu, že pro přirozené k platí Hk,p(Rn)=Wk,p(Rn) s ekvivalentními normami. Navíc platí řetěz vnoření
{\displaystyle H^{k+1,p}(\mathbb {R} ^{n})\hookrightarrow H^{s',p}(\mathbb {R} ^{n})\hookrightarrow H^{s,p}(\mathbb {R} ^{n})\hookrightarrow H^{k,p}(\mathbb {R} ^{n}),\quad k\leq s\leq s'\leq k+1.}

### Sobolev-Slobodeckého prostory
Další způsob definovat Sobolevovy prostory s neceločíselnou derivací používá nápad zobecnění Hölderovy spojitostí do Lebesgueových prostorů. Je-li Ω otevřená množina Rn, 1 ≤ p < ∞, θ ∈ (0,1) a f ∈ Lp(Ω), pak Slobodeckého seminorma je definována předpisem
{\displaystyle [f]_{\theta ,p,\Omega }:=\int _{\Omega }\int _{\Omega }{\frac {|f(x)-f(y)|}{|x-y|^{\theta p+n}}}\;dx\;dy}.
Je-li s > 0 neceločíselné, Sobolev-Slobodeckého prostor Ws, p(Ω) je dobře definován předpisem
{\displaystyle W^{s,p}(\Omega ):=\{f\in W^{\lfloor s\rfloor ,p}(\Omega ):\sup _{|\alpha |=\lfloor s\rfloor }[D^{\alpha }f]_{\theta ,p,\Omega }<\infty \}},
kde {\displaystyle \theta =s-\lfloor s\rfloor \in (0,1)}. Je Banachovým prostorem s normou
{\displaystyle \|f\|_{W^{s,p}(\Omega )}:=\|f\|_{W^{\lfloor s\rfloor ,p}(\Omega )}+\sup _{|\alpha |=\lfloor s\rfloor }[D^{\alpha }f]_{\theta ,p,\Omega }}.
I v případě Sobolev-Slobodeckého prostorů platí řetěz vnoření
{\displaystyle W^{k+1,p}(\Omega )\hookrightarrow W^{s',p}(\Omega )\hookrightarrow W^{s,p}(\Omega )\hookrightarrow W^{k,p}(\Omega ),\quad k\leq s\leq s'\leq k+1}.